# Kruhosvalí
Kruhosvalí nebo také dolioly (Doliolida, syn. Cyclomyaria) je jeden za řádů salp (Thaliacea). Jméno jim vynesly svaly v podobě uzavřených obrouček. Pro kruhosvalé, stejně jako pro ostatní salpy, je charakteristické střídání pohlavního a nepohlavního rozmnožování. Zooidi vzniklí nepohlavním rozmnožováním se na mateřském jedinci uspořádávají do třech řad: boční gasterozoidi mají funkci vyživovací a dýchací, prostřední forozoidi pak dávají vzniknout gonozoidům zajišťujícím pohlavní rozmnožování a oddělují se s nimi od mateřského jedince. Pohlavní vývoj zahrnuje ocasatou larvu, ta však nežije volně ve vodě, ale v kutikulárním pouzdru.
Jedinci kruhosvalých jsou menší než jedinci salpovců: typicky měří jen do 10 mm, salpovci často i 150 až 200 mm. Vzorovým zástupcem kruhosvalých je doliola zoubkatá neboli salpa zoubkovaná (Doliolum denticulatum).
Kruhosvalí se dělí na podřády Doliolidina a Doliopsidina. Doliolidina zahrnuje čeledi Doliolidae Bronn, 1862 a Doliopsoididae Godeaux, 1996. Doliopsidina zahrnuje čeledi Doliolunidae Robison et al., 2005, Doliopsidae Godeaux, 1996 a Paradoliopsidae Godeaux, 1996.